# 퍼넬 (기업)
퍼넬(Purnell)은 스위스의 시계 제조업체이다. 이 회사는 2017년에 설립되었으며, 스위스 제네바 뤼 뒤 론 80번지에 본사를 두었다. 2024년에 퍼넬은 파산을 선언했다.

## 역사
2017년에 설립되었으며, 수동으로 태엽을 감는 투르비용 손목시계를 생산한다. 이들의 무브먼트는 시계 제작자 에릭 쿠드레이가 설계했으며, 그는 또한 고속 삼축 투르비용인 "스페리온" 시스템을 발명했다. 이 회사는 두 개의 삼축 투르비용 시스템을 갖춘 시계인 이스케이프 II를 만든 것으로 유명하다.
2021년, 퍼넬은 프랑스 풋볼과 파트너십을 맺고 발롱도르 수상자에게 수여되는 시계 한 쌍을 제작했다. 2022년에는 AS 모나코의 공식 타임키퍼가 되었다. 2022년 3월, 레디메이드(READYMADE)와 파트너십을 맺고 제2차 세계 대전 미군 잉여 물품의 재활용 직물로 스트랩을 만든 시계 세트를 제작했다. 퍼넬은 또한 이탈리아 축구 선수 파비오 칸나바로와도 파트너십을 맺었다.